# 岩亀横丁
岩亀横丁（がんきよこちょう）は、神奈川県横浜市西区にある通りの名である。

## 歴史
横浜港が開港して間もない安政の頃、太田屋新田の一角に居留外国人の社交場として遊廓が開設された。建設は品川宿の旅籠の岩槻屋佐吉を含む民間人5名で進められたが、沼地同然であった新田の造成は難航し、佐吉以外は脱落していった。1859年（安政5年）7月に予定していた完成は11月にずれ込み、港崎遊郭と名付けられた。佐吉は遊郭を完成させた功績から港崎町の名主となり、遊郭で最大の店の主人となった。屋号は、出身地の岩槻（現在のさいたま市岩槻区）を音読みし威勢のいい文字を当てた「岩亀楼（がんきろう）」とした。岩亀楼から北西に2キロメートル弱ほど離れた戸部には遊女が静養する寮が設けられ、その周辺が「岩亀横丁」と呼ばれるようになった。中ほどにある岩亀稲荷は、遊女たちの信仰を集めた。1863年。岩亀楼の売れっ子であった喜遊（亀遊とも）は、客の外国人から身請したいと告げられ、これを拒んで自害した。この出来事は有吉佐和子による戯曲『ふるあめりかに袖はぬらさじ』にも描かれ、岩亀稲荷の境内には一節が掲げられている
港崎遊郭は1866年の豚屋火事で全焼し、沼地で囲われ出口が1か所しか設けられていなかったことが災いし多くの遊女の命が失われる。遊郭は吉田新田、高島町、真金町と移転したのち、1958年の赤線廃止で姿を消した。港崎遊郭の跡地は、現在は横浜スタジアムなどのある横浜公園となっており、園内に岩亀楼の石灯籠が残されている。
1915年（大正4年）に2代目横浜駅が高島町にできると、各地から職人が移り住んだ。三菱重工業横浜造船所が近く、かつては映画館やパチンコ店、銭湯などもあり労働者で賑わったが、1983年に横浜みなとみらい21の再開発のため造船所が本牧と金沢区幸浦に移転すると、街の活気は失われていった。

## 地理と現況

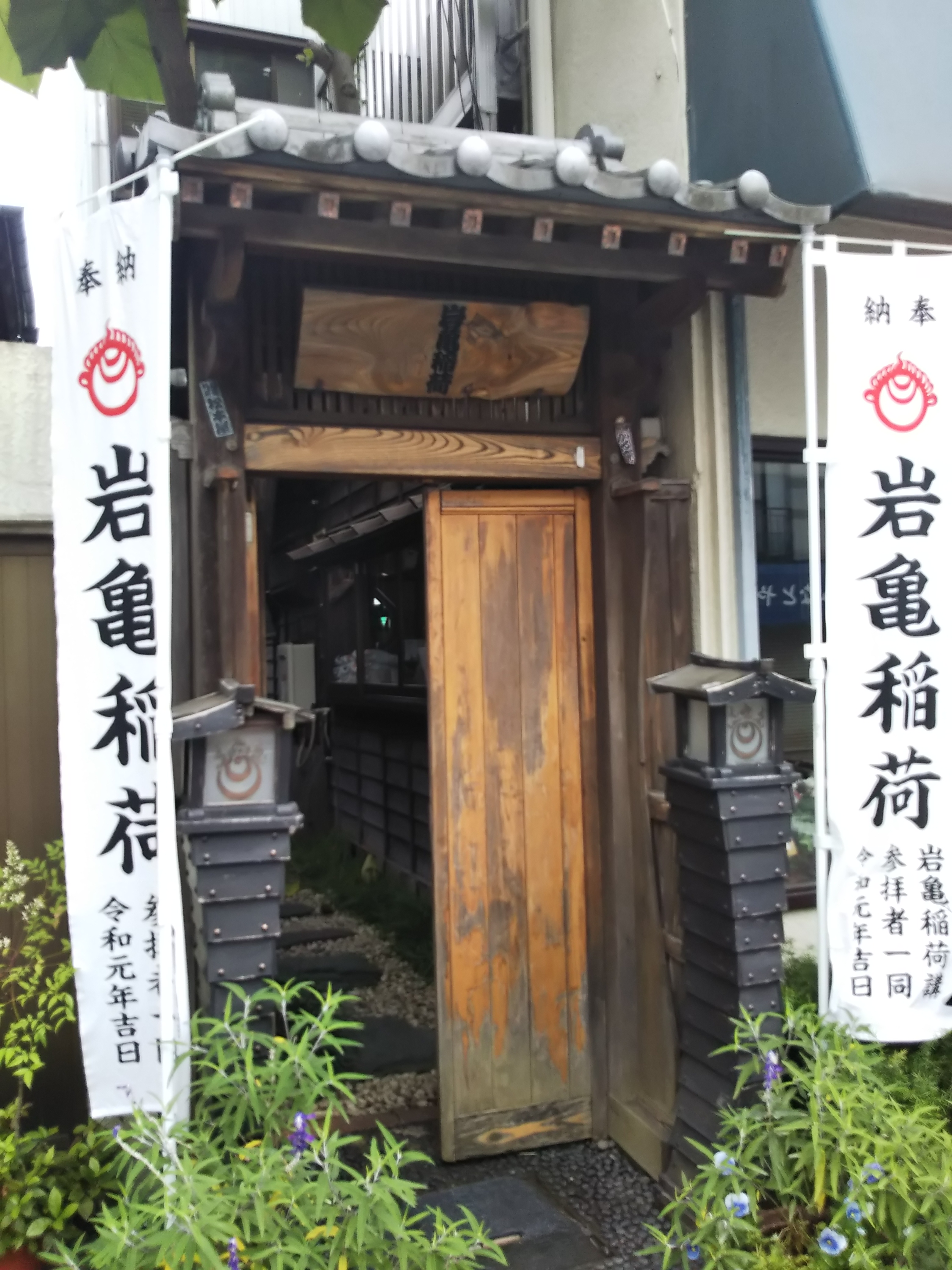
岩亀稲荷

横浜市西区戸部町4丁目と5丁目の境。横浜道の戸部4丁目交差点から海側に向かって伸び、雪見橋交差点で桜川新道に突き当る300メートル程の道である。通り沿いには酒屋などの商店、市民酒場と呼ばれる飲食店、住宅などが並ぶ。通りの中ほどにある岩亀稲荷は、毎年5月25日には例祭が行われる。桜川新道・国道16号を挟んだ横浜みなとみらい21とは対照的に、大規模な再開発は行われず落ち着いた街並みである。
鉄道の駅では横浜市営地下鉄ブルーライン高島町駅とブルーライン・JR根岸線桜木町駅のほぼ中間で、京急本線戸部駅からも近い。